# 石橋内閣
石橋内閣（いしばしないかく）は、衆議院議員、自由民主党総裁の石橋湛山が第55代内閣総理大臣に任命され、1956年（昭和31年）12月23日から1957年（昭和32年）2月25日まで続いた日本の内閣。

## 概要

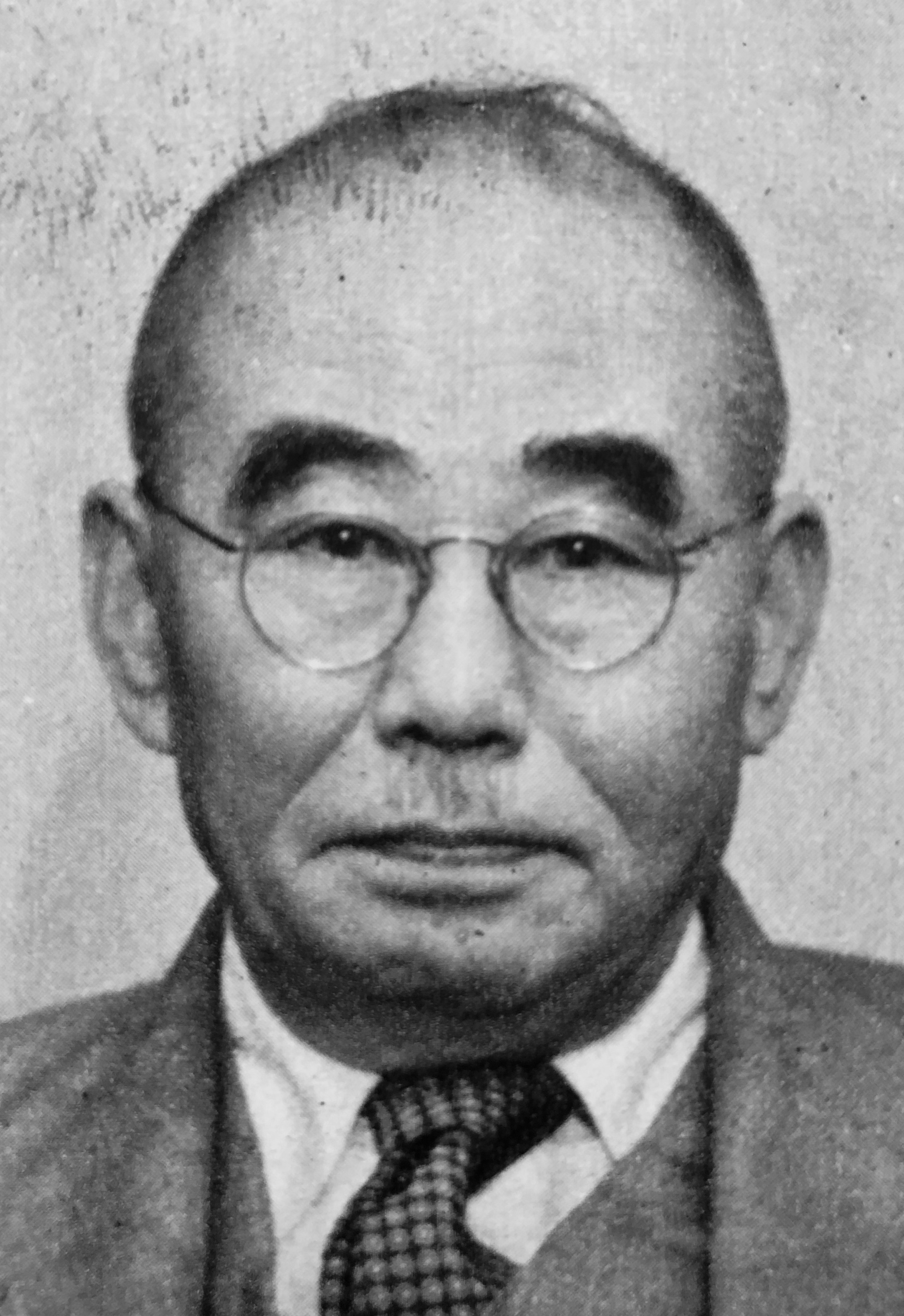
石橋首相

- 1956年12月自由民主党総裁選挙の結果、当選した石橋が首班指名を受け組閣した。昭和天皇から首相の任命と閣僚の認証を受け、石橋内閣が発足。
- 内閣発足から1ヶ月後に石橋が脳梗塞で倒れ職務不能となったため、1月に外務大臣の岸信介が内閣総理大臣臨時代理に就任した。結局石橋は続投を断念し、2月に総辞職した。在任65日は第1次岸田内閣、第1次石破内閣、東久邇宮内閣、第3次桂内閣、羽田内閣に次ぐ6番目の短さである。
- 内閣総理大臣が国会で一度も演説[注釈 1]や答弁をしなかった内閣は、日本国憲法下では石橋内閣が唯一である。
- 閣僚の人選が遅れたため、任命まで一時的に石橋が臨時代理の形で全ての閣僚を兼任した（一人内閣）。

## 内閣の顔ぶれ・人事
所属政党・出身
  自由民主党   民間・中央省庁

### 国務大臣

#### 一人内閣
1956年（昭和31年）12月23日任命。在職日数1日。
| 職名                   | 氏名         | 氏名 | 出身等            | 特命事項等                    | 備考           |
| ---------------------- | ------------ | ---- | ----------------- | ----------------------------- | -------------- |
| 内閣総理大臣           | 石橋湛山     |      | 衆議院 自由民主党 |                               | 自由民主党総裁 |
| 法務大臣               | （石橋湛山） |      | 衆議院 自由民主党 | 臨時代理 （内閣総理大臣兼任） | 自由民主党総裁 |
| 外務大臣               | （石橋湛山） |      | 衆議院 自由民主党 | 臨時代理 （内閣総理大臣兼任） | 自由民主党総裁 |
| 大蔵大臣               | （石橋湛山） |      | 衆議院 自由民主党 | 臨時代理 （内閣総理大臣兼任） | 自由民主党総裁 |
| 文部大臣               | （石橋湛山） |      | 衆議院 自由民主党 | 臨時代理 （内閣総理大臣兼任） | 自由民主党総裁 |
| 厚生大臣               | （石橋湛山） |      | 衆議院 自由民主党 | 臨時代理 （内閣総理大臣兼任） | 自由民主党総裁 |
| 農林大臣               | （石橋湛山） |      | 衆議院 自由民主党 | 臨時代理 （内閣総理大臣兼任） | 自由民主党総裁 |
| 通商産業大臣           | （石橋湛山） |      | 衆議院 自由民主党 | 臨時代理 （内閣総理大臣兼任） | 自由民主党総裁 |
| 運輸大臣               | （石橋湛山） |      | 衆議院 自由民主党 | 臨時代理 （内閣総理大臣兼任） | 自由民主党総裁 |
| 郵政大臣               | （石橋湛山） |      | 衆議院 自由民主党 | 臨時代理 （内閣総理大臣兼任） | 自由民主党総裁 |
| 労働大臣               | （石橋湛山） |      | 衆議院 自由民主党 | 臨時代理 （内閣総理大臣兼任） | 自由民主党総裁 |
| 建設大臣               | （石橋湛山） |      | 衆議院 自由民主党 | 臨時代理 （内閣総理大臣兼任） | 自由民主党総裁 |
| 国家公安委員会委員長   | （石橋湛山） |      | 衆議院 自由民主党 | 事務取扱 （内閣総理大臣兼任） | 自由民主党総裁 |
| 首都圏整備委員会委員長 | （石橋湛山） |      | 衆議院 自由民主党 | 事務取扱 （内閣総理大臣兼任） | 自由民主党総裁 |
| 行政管理庁長官         | （石橋湛山） |      | 衆議院 自由民主党 | 事務取扱 （内閣総理大臣兼任） | 自由民主党総裁 |
| 北海道開発庁長官       | （石橋湛山） |      | 衆議院 自由民主党 | 事務取扱 （内閣総理大臣兼任） | 自由民主党総裁 |
| 自治庁長官             | （石橋湛山） |      | 衆議院 自由民主党 | 事務取扱 （内閣総理大臣兼任） | 自由民主党総裁 |
| 防衛庁長官             | （石橋湛山） |      | 衆議院 自由民主党 | 事務取扱 （内閣総理大臣兼任） | 自由民主党総裁 |
| 経済企画庁長官         | （石橋湛山） |      | 衆議院 自由民主党 | 事務取扱 （内閣総理大臣兼任） | 自由民主党総裁 |
| 科学技術庁長官         | （石橋湛山） |      | 衆議院 自由民主党 | 事務取扱 （内閣総理大臣兼任） | 自由民主党総裁 |

#### 国務大臣任命時
1956年（昭和31年）任命。在職日数65日。
| 職名                                | 氏名         | 氏名 | 出身等                            | 特命事項等                                            | 備考                            |
| ----------------------------------- | ------------ | ---- | --------------------------------- | ----------------------------------------------------- | ------------------------------- |
| 内閣総理大臣                        | 石橋湛山     |      | 衆議院 自由民主党（石橋派）       | 郵政大臣兼任 （12月27日まで）                         | 自由民主党総裁                  |
| 法務大臣                            | 中村梅吉     |      | 衆議院 自由民主党（河野派）       |                                                       | 初入閣                          |
| 外務大臣                            | 岸信介       |      | 衆議院 自由民主党（岸派）         | 内閣総理大臣臨時代理 （1957年（昭和32年）1月31日 - ） |                                 |
| 大蔵大臣                            | 池田勇人     |      | 衆議院 自由民主党（池田派）       |                                                       |                                 |
| 文部大臣                            | 灘尾弘吉     |      | 衆議院 自由民主党（石井派）       | 国立国会図書館連絡調整委員会委員                      | 初入閣                          |
| 厚生大臣                            | 神田博       |      | 衆議院 自由民主党（大野派）       |                                                       | 初入閣                          |
| 農林大臣                            | 井出一太郎   |      | 衆議院 自由民主党（松村・三木派） |                                                       | 初入閣                          |
| 通商産業大臣                        | 水田三喜男   |      | 衆議院 自由民主党（大野派）       |                                                       |                                 |
| 運輸大臣                            | 宮沢胤勇     |      | 衆議院 自由民主党（岸派）         |                                                       | 初入閣                          |
| 郵政大臣                            | 石橋湛山     |      | 衆議院 自由民主党（石橋派）       | 内閣総理大臣兼任                                      | 自由民主党総裁 1956年12月27日免 |
| 郵政大臣                            | 平井太郎     |      | 参議院 自由民主党（無派閥）       |                                                       | 初入閣 1956年12月27日任         |
| 労働大臣                            | 松浦周太郎   |      | 衆議院 自由民主党（松村・三木派） |                                                       | 初入閣                          |
| 建設大臣 首都圏整備委員会委員長     | 南条徳男     |      | 衆議院 自由民主党（岸派）         |                                                       | 初入閣                          |
| 国家公安委員会委員長 行政管理庁長官 | 大久保留次郎 |      | 衆議院 自由民主党（石橋派）       |                                                       |                                 |
| 北海道開発庁長官                    | （石橋湛山） |      | 衆議院 自由民主党（石橋派）       | 事務取扱 （内閣総理大臣兼任）                         | 自由民主党総裁 1956年12月27日免 |
| 北海道開発庁長官                    | 川村松助     |      | 参議院 自由民主党（無派閥）       |                                                       | 初入閣 1956年12月27日任         |
| 自治庁長官                          | 田中伊三次   |      | 衆議院 自由民主党（石井派）       |                                                       | 初入閣                          |
| 防衛庁長官                          | （石橋湛山） |      | 衆議院 自由民主党（石橋派）       | 事務取扱 （内閣総理大臣兼任）                         | 自由民主党総裁 1957年1月31日免  |
| 防衛庁長官                          | （岸信介）   |      | 衆議院 自由民主党（岸派）         | 事務代理 （外務大臣兼任）                             | 1957年1月31日任 1957年2月2日免  |
| 防衛庁長官                          | 小瀧彬       |      | 参議院 自由民主党（無派閥）       |                                                       | 初入閣 1957年2月2日任           |
| 経済企画庁長官 科学技術庁長官       | 宇田耕一     |      | 衆議院 自由民主党（松村・三木派） | 原子力委員会委員長                                    | 初入閣                          |

### 内閣官房長官・法制局長官・内閣官房副長官
1956年（昭和31年）12月23日任命。
| 職名           | 氏名     | 氏名 | 出身等                      | 特命事項等 | 備考             |
| -------------- | -------- | ---- | --------------------------- | ---------- | ---------------- |
| 内閣官房長官   | 石田博英 |      | 衆議院 自由民主党（石橋派） |            |                  |
| 法制局長官     | 林修三   |      | 大蔵官僚                    |            | 留任             |
| 内閣官房副長官 | 北沢直吉 |      | 衆議院 自由民主党           | 政務担当   | 1956年12月28日任 |
| 内閣官房副長官 | 田中栄一 |      | 警察官僚                    | 事務担当   |                  |

### 政務次官
1957年（昭和32年）1月30日任命。
- 法務政務次官 - 松平勇雄
- 外務政務次官 - 井上清一
- 大蔵政務次官 - 足立篤郎
- 文部政務次官 - 稲葉修
- 厚生政務次官 - 中垣國男
- 農林政務次官 - 八木一郎
- 通商産業政務次官 - 長谷川四郎
- 運輸政務次官 - 福永一臣
- 郵政政務次官 - 伊東岩男
- 労働政務次官 - 伊能芳雄
- 建設政務次官 - 小沢久太郎
- 行政管理政務次官 – 楠美省吾
- 北海道開発政務次官 - 中山栄一
- 自治政務次官 - 加藤精三
- 防衛政務次官 - 高橋等
- 経済企画政務次官 - 井村徳二
- 科学技術政務次官 – 秋田大助